# تشمة خاني (مقاطعة دلفان)
تشمة خاني (بالفارسية: چشمه خانی) هي قرية تقع في Nurabad Rural District في إيران. يقدر عدد سكانها بـ 347 نسمة .